# Emmanuel-Arthur Bucheron
Emmanuel-Arthur Bucheron, dit Saint-Genest, né à Tours le 13 octobre 1834 et mort à Paris le 8 octobre 1902, est un militaire et journaliste français de la seconde moitié du XIXe siècle.

## Biographie
Emmanuel-Arthur Bucheron est le fils d'Antoine-Pierre-Jules Bucheron, bourgeois et membre du conseil municipal de Tours, et de Pauline-Clémence Cochon de Lapparent (1810-1882), petite-fille du comte Charles Cochon de Lapparent. Emmanuel-Arthur est donc le cousin germain d'Albert et Henri Cochon de Lapparent.

### Carrière militaire

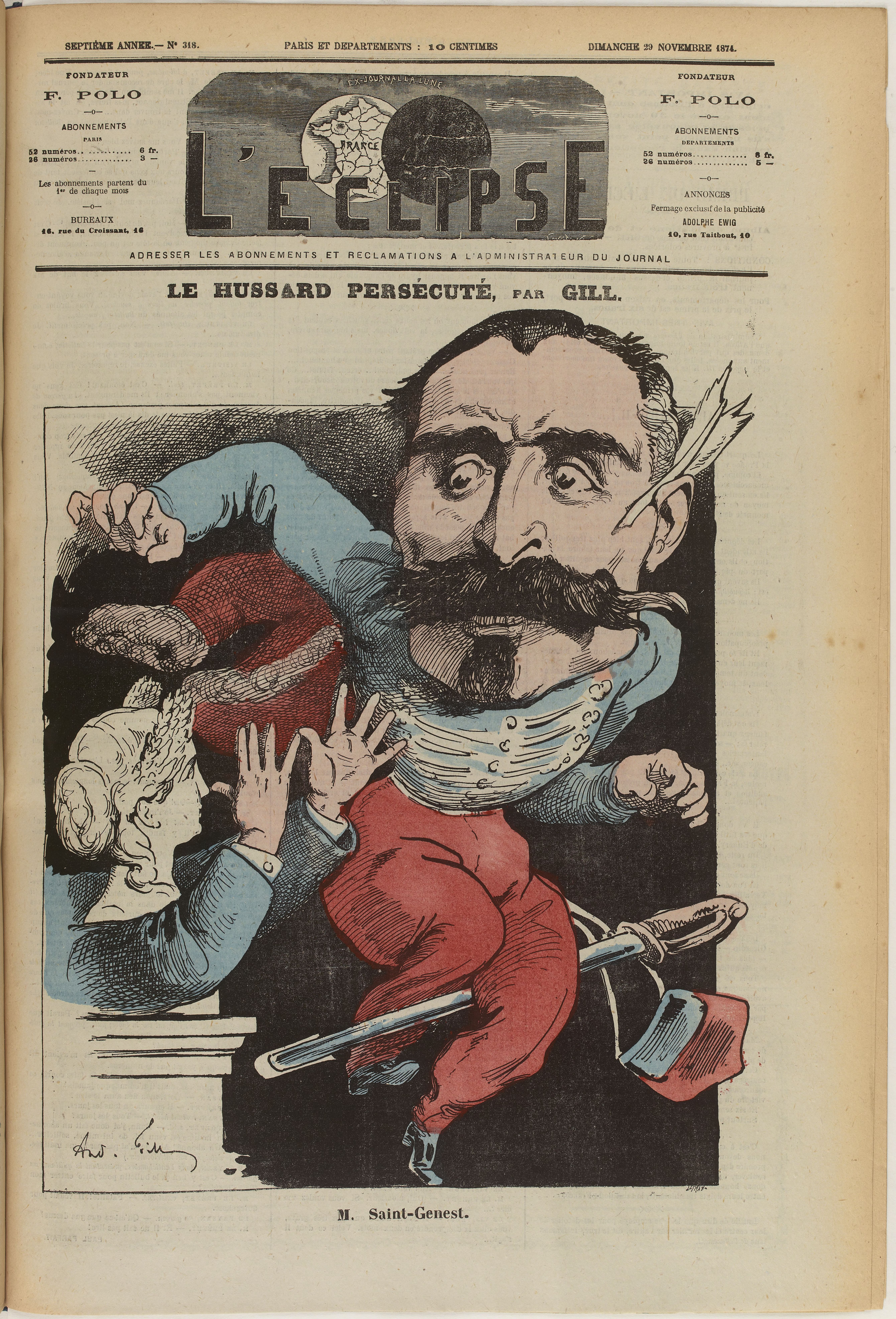
Caricature de Saint-Genest par André Gill (1874).

Ayant échoué à l'examen d'admission à Saint-Cyr, Bucheron s'engage comme volontaire dans le 7e régiment de hussards. Il prend part à la campagne d'Italie et, notamment, à l'occupation de Milan, avant d'être nommé officier en 1862.
Peu de temps après avoir quitté l'armée au profit d'une carrière de journaliste, il se réengage pendant la guerre franco-allemande de 1870. Sous-lieutenant au 3e régiment de marche de lanciers, sa conduite lors des combats des 28 et 30 novembre 1870 lui vaut d'être nommé au grade de chevalier de la Légion d'honneur par décret du 17 février 1871. Après avoir pris part à la bataille de Villersexel et aux épreuves de la retraite de Bourbaki, il combat la Commune au sein de l'armée de Versailles.
Il reprend ses activités journalistiques en 1872 tout en restant lieutenant de réserve au 9e régiment de chasseurs.

### Journalisme et engagements

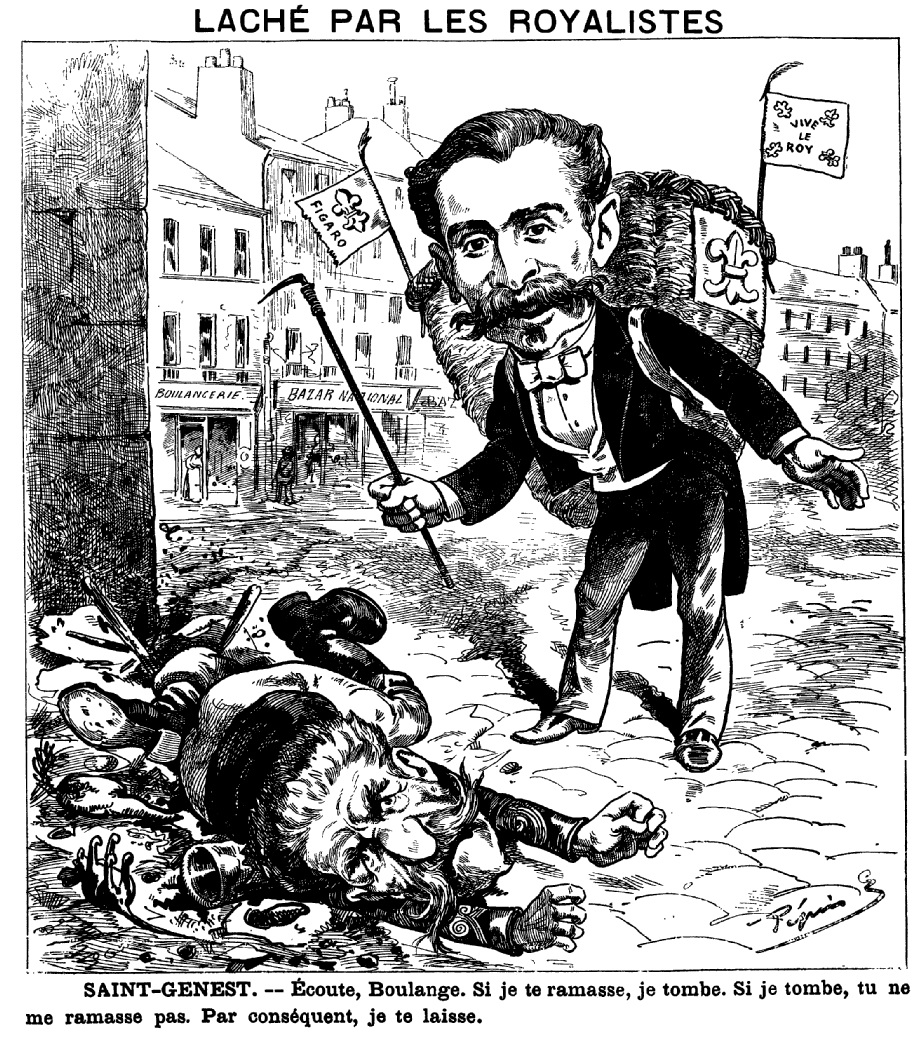
Caricature de Boulanger et Saint-Genest par Pépin (1889).

Entré à la rédaction du Figaro en 1869, Bucheron y rédige, sous le nom de plume de Saint-Genest, des satires, des articles et des éditoriaux au style énergique.
Polémiste monarchiste et militariste, il défend systématiquement l'armée et s'attaque violemment aux républicains, ce qui lui vaut plusieurs procès au début de la Troisième République. Le journal est même suspendu pendant quinze jours, en juillet 1874, à la suite d'un éditorial dans lequel Saint-Genest soutenait le maréchal de Mac Mahon face à la coalition anti-orléaniste de l'Assemblée nationale et qui avait été interprété comme un appel au Coup d’État militaire contre cette chambre. À la suite de la crise du 16 mai 1877, Saint-Genest s'en prend au manque d'énergie du gouvernement de Broglie, et notamment du ministre de la Guerre, le général Berthaut, à l'encontre de la majorité républicaine. La virulence de ces attaques, peut-être inspirées par le général Ducrot, vaut trente jours d'arrêt de rigueur au lieutenant de réserve. Saint-Genest est en outre l'ami des généraux du Barail, Grandin et Bourbaki.
Proche des cléricaux (il fréquente notamment le père du Lac) tout en s'opposant par patriotisme aux ultramontains, admirateur de Frédéric Le Play, Saint-Genest est attaché aux traditions et au rôle social de l’Église catholique. Il réprouve ainsi la loi autorisant le divorce et, face aux mesures républicaines de laïcisation, il prend la défense des écoles congréganistes. En juillet 1878, comme l'orphelinat d'Auteuil rencontre de graves problèmes financiers, Saint-Genest organise, sous l'inspiration de sa mère et avec le soutien de Villemessant, une grande souscription en faveur de l'établissement fondé par l'abbé Roussel. Il collabore également à l'hebdomadaire dirigé par ce dernier, La France illustrée.
En certaines occasions, Saint-Genest n'hésite pas à se démarquer au sein de la droite. Il écrit ainsi, dès le 1er août 1889, que le boulangisme a été une « immense duperie », y compris pour les royalistes et il tiendra plus tard à distinguer son patriotisme du « chauvinisme bête » des boulangistes, dont il dénonce l'alliance avec les ex-communards et les antisémites. Malgré ses opinions militaristes, Saint-Genest est également l'un des premiers journalistes, au début de l'Affaire Dreyfus, en décembre 1894, à critiquer le rôle du général Mercier (qui s'est peut-être laissé tromper par de « faux documents ») et à réprouver la récupération politique du scandale ainsi que les arguments antisémites de ses confrères, ce qui suscite contre lui la colère d'une grande partie de la presse nationaliste et catholique, notamment de La Cocarde, où Barrès déplore le fait que « Saint-Genest, professionnel de la discipline et de l'ordre, se range avec les révoltés et s'insurge avec cette étrange coalition de juifs, de panamistes, à la fois contre la Justice et contre le Patriotisme ». Cependant, convaincu de la culpabilité de Dreyfus et de la primauté de la raison d’État, Saint-Genest s'opposera à l'idée d'une révision du procès, qui risquerait selon lui d'aboutir à « la flétrissure de l'armée, aux grands applaudissements de la Triple Alliance ».
En proie à de graves problèmes de santé depuis 1894 ou 1898, il meurt en 1902 à son domicile du no 13 de la rue Mozart. Il est enterré au cimetière de Montmartre, aux côtés de sa mère. La sépulture est dans la 26e division, chemin Troyon.